# 쫑아는 사춘기
《쫑아는 사춘기》(원제: あずきちゃん 아즈키찬[*])는 기무라 지카가 강담사의 소녀 만화잡지 《나카요시》에 연재한 만화 작품 및 이를 원작으로 한 TV 애니메이션이다. 웹툰을 토대로 매드하우스에서 만든 일본의 애니메이션으로, NHK에서 1995년 4월 4일부터 1998년 3월 17일까지 종료했다.

대한민국에서는 애니메이션이 1998년부터 대교방송을 통해 《쫑아는 사춘기》라는 제목으로 1기와 2기가 지속적으로 방영되었으며, 학산문화사에서 《쫑아는 사춘기》라는 제목으로 원작 만화책을 발매한 바 있다. 그리고 2004년에는 MBC 에브리원에서 3기가 방영되었으며 이후 대교어린이TV를 통해서도 2기가 방영되다가 2009년에 판권이 만료됨에 따라 관련 시리즈가 모두 방영중단되었다.
투니버스에서 《사랑은 콩다콩》이라는 제목으로 등장인물의 이름과 성우진은 모두 새롭게 구성하여 디지털 방식으로 재더빙하였고, 2010년 7월 5일부터 수시 편성하고 있다.

## 원작
아키모토 야스시 원작으로, 강담사의 소녀 만화잡지 《나카요시》에서 1992년 8월호부터 1997년 4월호까지 연재되었다. 단행본은 전 5권 (한국판은 전 8권). 주인공 “아즈키짱”인 노야마 아즈사(野山あずさ)의 초등학교 5학년 시절만 다루는 애니메이션과는 달리 원작에서는 아즈사와 그 친구들이 성장하여 중학교를 졸업하는 이야기까지 다룬다. 아동물에 가까운 애니메이션과는 달리 연애면의 묘사가 많은 소녀 만화다운 전개로 이루어져 있다.

## 애니메이션 주요 등장 인물
대교 방송 및(구) MBC무비스에 방영한 것을 묶어 '구판'이라고 분류 및 정의한다.

### 주역
- 노야마 아즈사/아즈키(한국명: 나종아/쫑아(구판), 전노은/노을(투니버스)
  - 일본: 유카나
  - 한국: 지미애(1기) → 문선희(2기) → 지미애(3기)(구판), 김영은(투니버스)
- 오가사와라 유노스케(한국명: 강영웅(구판), 이한누리(투니버스)
  - 일본: 미야자키 잇세이
  - 한국: 김승준(1기) → 전광주(2기) → 강수진(3기)(구판), 최승훈(투니버스)

### 조연들
- 노야마 다이즈(한국명: 나장군(구판), 전가람(투니버스)
  - 일본: 코자쿠라 에츠코
  - 한국: 서선주(1기) → 김필진(2기) → 박경혜(3기)(구판), 김율(투니버스)
- 니시노 카오루(한국명: 박(장)나리(구판), 진향기(투니버스)
  - 일본: 카와타 타에코
  - 한국: 안현서(1~2기) → 이지영(3기)(구판), 김새해(투니버스)
- 코다마 미도리-지다마(한국명; 배(금)보라(구판), 하다희/다리(투니버스))
  - 일본: 마츠모토 리카
  - 한국: 이영리(1~2기) → 이명선(3기)(구판), 박리나(투니버스)
- 타카하시 토모미(한국명: 김(이)한나(구판), 문소희(투니버스)
  - 일본: 유키지
  - 한국: 김필진(1기) → 조영미(2기) → 김효선(3기)(구판), 이소은(투니버스)
- 사카키바라 요코(한국명: 백장미(구판), 차유라(투니버스)
  - 일본: 사쿠마 레이
  - 한국: 서선주(1기) → 하미경(2기) → 이동은(3기)(구판), 정혜원(투니버스)
- 타카야나기 켄(한국명: 왕짱구(구판), 김동찬(투니버스)
  - 일본: 마도노 미츠아키
  - 한국: 전광주(1기) → 신한호(2기) → 최재호(3기)(구판), 신용우(투니버스)
- 사카쿠치 마코토(한국명: 구(황)멀대(구판), 신기하(투니버스)
  - 일본: 츠쿠이 쿄세이
  - 한국: 변현우(1기) → 이상헌(2기) → 최재익(3기)(구판), 홍범기(투니버스)
- 타고 코사쿠(담임 선생님)(한국명: 강호(구판), 현경수(투니버스)
  - 일본: 소노베 케이이치
  - 한국: 변현우(1기) → 권혁수(2기) → 손종환(3기)(구판), 현경수(투니버스)
- 카즈키 미나(한국명: 홍세라(구판), 강미나(투니버스)
  - 일본: 시노하라 에미
  - 한국: 최은애(구판), 김현지(투니버스)
- 사이토 마도카(한국명: 윤세란(구판), 김수정(투니버스)
  - 일본: 타카다 유미
  - 한국: 김현지(투니버스)

### 부모님
- 아즈키네
  - 아버지
    - 일본: 야스이 쿠니히코
    - 한국: 전광주(1기) → 이상헌(2기) → 최재익(3기)(구판), 김영찬(투니버스)

  - 어머니
    - 일본: 미나구치 유코
    - 한국: 김필진(1기) → 조영미(2기) → 김효선(3기)(구판), 한채언(투니버스)

  - 할아버지
    - 일본: 오가타 미츠루
    - 한국: 신한호(1~2기) → 손종환(3기)(구판), 소정환(투니버스)
- 유노스케네
  - 어머니
    - 일본: 안도 아리사
    - 한국: 안현서(1~2기) → 이지영(3기)(구판), 김율(투니버스)

  - 아버지
    - 일본: 우메즈 히데유키
    - 한국: 김국진(투니버스)
- 켄네
  - 아버지
    - 일본: 야오 카즈키
    - 한국: 홍승표(1기) → 권혁수(2기) → 손종환(3기)(구판), 소정환(투니버스)

  - 어머니
    - 일본: 무라카미 하루미
    - 한국: 정혜원(투니버스)
- 카오루네
  - 어머니
    - 일본: 우가키 히데나리
    - 한국: 이현주(1~2기)(구판), 이소은(투니버스)

  - 아버지
    - 일본: 우가키 히데나리
    - 한국: 강호철(투니버스)
- 요코네
  - 어머니
    - 일본: 마츠모토 리카
    - 한국: 김새해(투니버스)
- 지다마네
  - 코다마 아오이(보라(다리) 엄마)
    - 일본: 오다키 미에
    - 한국: 김현지(투니버스)

## 일본판
- 오프닝 "멋진 너(素敵な君) (작사 아쿠 노부히로/작곡 미키 타쿠지/편곡 RAZZ MA TAZZ & 이마이 유우/노래 RAZZ MA TAZZ)
- 첫 번째 엔딩 "새벽(夜明け)" (작사 아쿠 노부히로/작곡 미키 타쿠지/편곡 RAZZ MA TAZZ & 이마이 유우/노래 RAZZ MA TAZZ)
- 두 번째 엔딩 "걸어가자(歩こう)" (노래 : 노야마 아즈사(유카나))
- 삽입곡 "아즈키짱도 참!(あずきちゃんたら!)" (노래 : 노야마 아즈사)

### 대교방송
- 여는 노래 "멋진 너" (노래: 방대식)

### 투니버스
- 여는 노래 "수줍은 비밀" (작곡 박정식/편곡 MARCO/작사 신동식/노래 이현정(UNME))
- 1번째 닫는 노래 "너라는 게 다행이야" (작곡 미키 타쿠지/작사 신동식/노래 유정석)
- 2번째 닫는 노래 "과분한 너" (작곡 이창희/편곡 김박사와 최DJ/작사 신동식/노래 이용신)
- 3번째 닫는 노래 "사랑느낌" (작곡,편곡 이창희/작사 신동식/노래 김영은,최승훈)